# 고스기정
고스기정(小杉町)은 도야마현 이미즈군에 설치되었던 정이다. 현재의 이미즈시에 해당한다.
메이지의 정촌제 시행 시에 정제를 시행한 지 얼마 안 된 마을 중에서는 코스기초의 면적은 큰 부류에 속한다. 농촌으로서의 기능을 유지하면서, 시가지를 형성해 온 것과 관계있다고 한다.

## 지리
면적은 5개의 시정촌 중에서 고스기정의 면적은 가장 컸으며 고스기만은 산악을 가지고 있었다.

## 역사
- 1889년 4월 1일 - 정촌제 시행과 함께 이미즈 군 고스기 정이 성립하였다.
- 1954년 6월 8일 - 하시게조촌을 편입하였다.
- 1953년 11월 15일 - 가네야마촌을 편입하였다.
- 1953년 12월 1일 - 오고촌을 편입하였다.
- 1954년 3월 27일 - 구로카와촌을 편입하였다.
- 1959년 4월 1일 - 네이군 이케다촌의 일부를 편입하였다.
- 2005년 11월 1일 - 신미나토시, 오시마정, 다이몬정, 시모촌과 합병해 이미즈시로 이행되어 동일 고스기정은 폐지되었다.

## 교통

### 철도
- 서일본 여객철도
  - 호쿠리쿠 본선

### 도로
- 호쿠리쿠 자동차도
- 국도 8호선
- 국도 472호선